# ماروندرا
ماروندرا (به لاتین: Marondera) یک منطقهٔ مسکونی در زیمبابوه است که در استان ماشونالند شرقی واقع شده‌است. ماروندرا ۶۸٬۰۱۷ نفر جمعیت دارد و ۱٬۶۸۸ متر بالاتر از سطح دریا واقع شده‌است.

## تاریخچه
این منطقه برای اولین بار به عنوان کرال ماراندلا شناخته شده بود، رئیس منطقه وازاروزوی که ساکنانش دراین منطقه زندگی می‌کردند، استعمار انگستان کشور زیمبابوه را مستعمره خود کرد، برای اولین بار آن را به عنوان نقطه استراحتگاه در مسیر هراره تبدیل کرد. بعدها در مقاومت شونا در سال ۱۸۹۶ این محل نابود شد، در نتیجه شهر کنونی به ۴ کیلومتری سمت شمال منتقل شد و در (۶ کیلومتری) خط راه‌آهن سالیسبوری-بییرا قرار گرفت.